# 第一交通
第一交通株式会社（だいいちこうつう）は、かつて群馬県前橋市に本社を置いた貸切バス専業の事業者である。

## 本社所在地
群馬県前橋市小神明町

## 事業内容
- 一般貸切旅客運送

## 備考
- 同じ県内の群北第一交通・高崎第一交通・県都第一交通(県都のみ市内である)（いずれも第一交通産業グループ）とは全く無関係である。